# Gournay, Indre
Gournay là một xã ở tỉnh Indre khu vực trung bộ Pháp. Xã này có diện tích 20,33 km², dân số thời điểm năm 1999 là 283 người. Khu vực này có độ cao trung bình 210 mét trên mực nước biển.